# Supercoppa spagnola 2018 (pallacanestro maschile)
La Supercoppa spagnola 2018  è la 15ª Supercoppa spagnola di pallacanestro maschile, organizzata dalla ACB e la 19ª edizione in generale. È anche chiamata Supercoppa Endesa per motivi di sponsorizzazione.
Sarà disputata il 21 e il 22 settembre 2018 presso il Pavillón Multiusos Fontes do Sar di Santiago di Compostela tra i seguenti quattro club:
- Obradoiro, squadra ospitante
- Real Madrid, campione di Spagna 2017-18
- Barcellona, vincitore della Copa del Rey 2018
- Saski Baskonia, finalista di Liga ACB 2017-18

## Sorteggio
Le semifinai sono state sorteggiate il 12 settembre 2018, in cui il Real Madrid e il Barcelona Lassa erano teste di serie, dati i lori stati di vicintori di Liga ACB e Copa del Rey.

## Tabellone
|  | Semifinali | Semifinali     | Semifinali  |             |                | Finale         | Finale | Finale |  |
|  |            |                |             |             |                |                |        |        |  |
|  | 3          | Barcellona     | 76          |             |                |                |        |        |  |
|  | 3          | Barcellona     | 76          |             |                |                |        |        |  |
|  | 4          | Saski Baskonia | 79          |             |                |                |        |        |  |
|  | 4          | Saski Baskonia | 79          |             | Saski Baskonia | Saski Baskonia | 73     |        |  |
|  |            |                |             |             | Saski Baskonia | Saski Baskonia | 73     |        |  |
|  |            |                | Real Madrid | Real Madrid | 80             |                |        |        |  |
|  | 1          | Obradoiro      | Real Madrid | Real Madrid | 80             | 61             |        |        |  |
|  | 1          | Obradoiro      |             |             |                |                |        |        |  |
|  | 2          | Real Madrid    | 81          |             |                |                |        |        |  |

## Semifinali
| Arbitri: | Daniel Hierrezuelo Emilio Pérez Pizarro Carlos Peruga |

|                 |            |                        |
| Kuric 16        | Punti      | 16 Garino              |
| Pangos 8        | Assist     | 5 Granger, Huertas     |
| Tomić 7         | Rimbalzi   | 13 Voigtmann           |
| Svetislav Pešić | Allenatori | Pedro Martínez Sánchez |

| Arbitri: | Juan Carlos García González Miguel Ángel Pérez Pérez Rafael Serrano |

|                  |            |                 |
| Vasileiadīs 15   | Punti      | 17 Llull        |
| Navarro 5        | Assist     | 6 Llull         |
| Llovet 5         | Rimbalzi   | 6 Ayón, Carroll |
| Moncho Fernández | Allenatori | Pablo Laso      |

## Finale
| Arbitri: | Daniel Hierrezuelo Emilio Pérez Pizarro Miguel Ángel Pérez Pérez |

| |            | |
| Llull 15 | Punti      | 14 Shields |
| Lllull, Taylor 3 | Assist     | 4 Hilliard |
| Fernández 7 | Rimbalzi   | 7 Poirier |
| 1 Causeur• 3 Randolph• 22 Tavares• 23 Llull• 44 Taylor 5 Fernández• 7 Campazzo• 9 Reyes• 14 Ayón• 20 Carroll• 24 Deck• 25 Prepelič | Formazioni | 11 Janning• 15 Granger• 17 Poirier• 23 Shengelia• 31 Shields 3 Vildoza• 7 Voigtmann• 8 Sedekerskis• 9 Huertas• 12 Diop• 29 Garino• 32 Hilliard |
| Pablo Laso | Allenatori | Pedro Martínez Sánchez |